# Freescale ColdFire

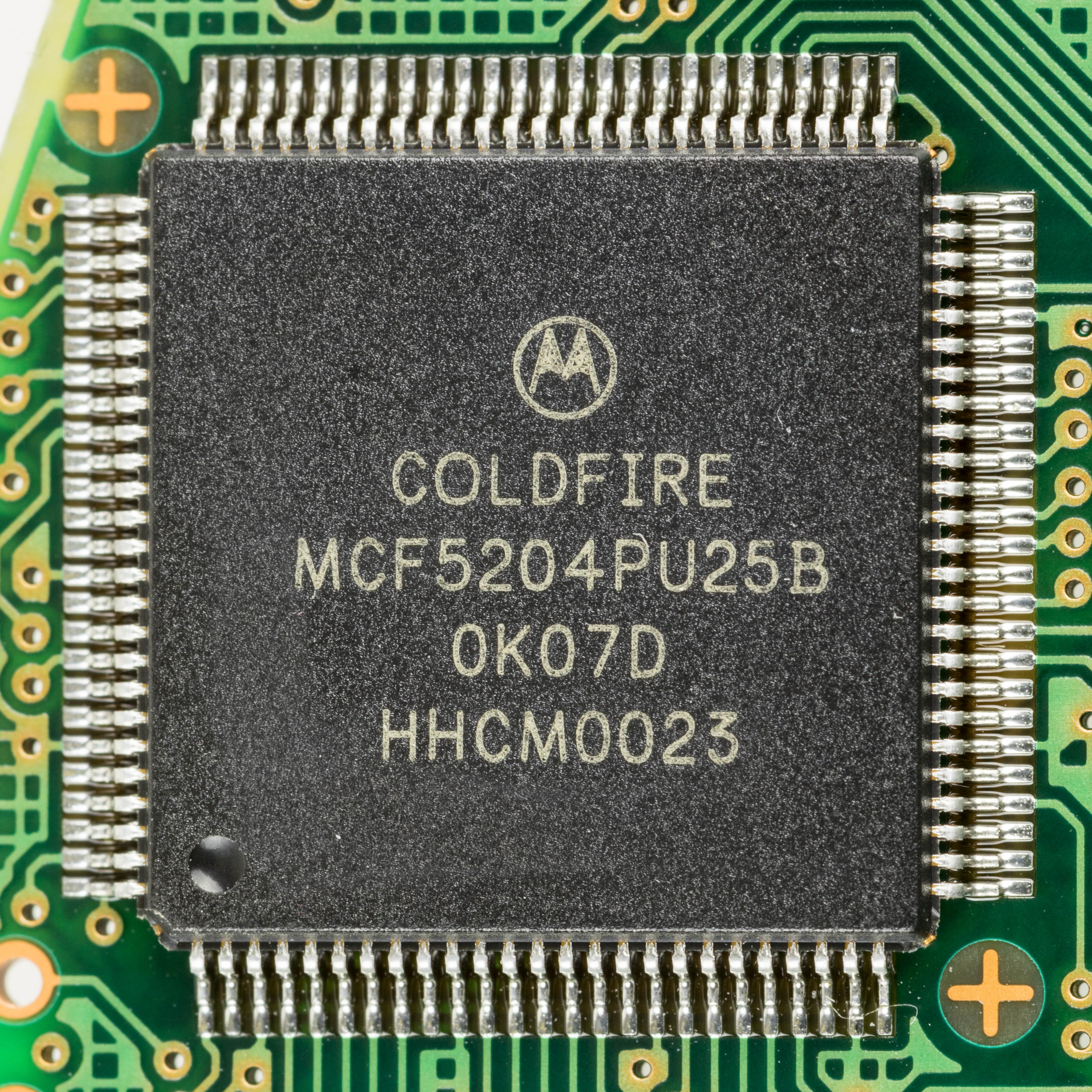
Coldfire 5204

Il Freescale ColdFire è un microprocessore della famiglia 68k concepito per sistemi embedded prodotto da Freescale Semiconductor (l'ex divisione semiconduttori di Motorola).
Il set di istruzioni del ColdFire è compatibile al livello di sorgente "assembly"  (tramite  un software di traduzione disponibile presso il fornitore) ma non è totalmente compatibile  a livello di codice oggetto con il 68000. Rispetto al classico hardware 68k, il set di istruzioni differisce principalmente per il fatto che sono state rimosse alcune istruzioni poco usate, come quelle a supporto del formato dati BCD; inoltre la maggior parte delle istruzioni rimaste supporta un numero ridotto di modi d'indirizzamento. Questo ha verosimilmente consentito di ridurre la complessità ed il costo dell'unità di decodifica delle istruzioni. Anche la dimensione dei registri in virgola mobile cambia, riducendosi a 64 bit invece degli 80 del 68881 e del 68882.
I nuovi modelli del ColdFire sono sufficientemente compatibili con i processori della famiglia 68000, al punto che adesso è possibile creare (IT) cloni Atari ST e (EN) cloni Amiga compatibili al livello di codice eseguibile. Il progetto Debian sta lavorando per estendere ai processori ColdFire  la compatibilità del suo port m68k, in quanto alcuni modelli di ColdFire sono molto più veloci del 68060. Il loro clock può raggiungere anche i 300 MHz, rispetto ai 60 MHz dei 68060 (il più veloce "genuino" processore m68k) senza overclocking.